# Осака
О́сака (яп. 大阪市, おおさかし, МФА: [oːsaka ɕi̥]?) — місто в Японії, в префектурі Осака.  Входить до списку міст державного значення Японії. Адміністративний центр префектури. Виникло на основі прихрамового містечка 15 століття біля монастиря Хонґан. Протягом 17 — 19 століття було найбільшим купецьким містом країни, через що називалося «кухнею Піднебесної». Отримало статус міста 1889 року. Площа становить 222,47 км². Станом на 1 липня 2012 року населення складало 2 676 042  осіб, густота населення — 12 030 осіб/км².  Основою економіки є промисловість, перевезення, комерція, туризм.  В місті розташовані Осацький замок, буддистський монастир Шітенно, міський акванаріум, музей історії Осаки, тощо. Осака є найбільшим населеним пунктом регіону Кінкі, провідним промислово-комерційним центром Японії та світу. Місто є серцевиною міської агломерації Осака-Кобе(神戸、こうべ)-Кіото(京都、きょうと）.

## Географія

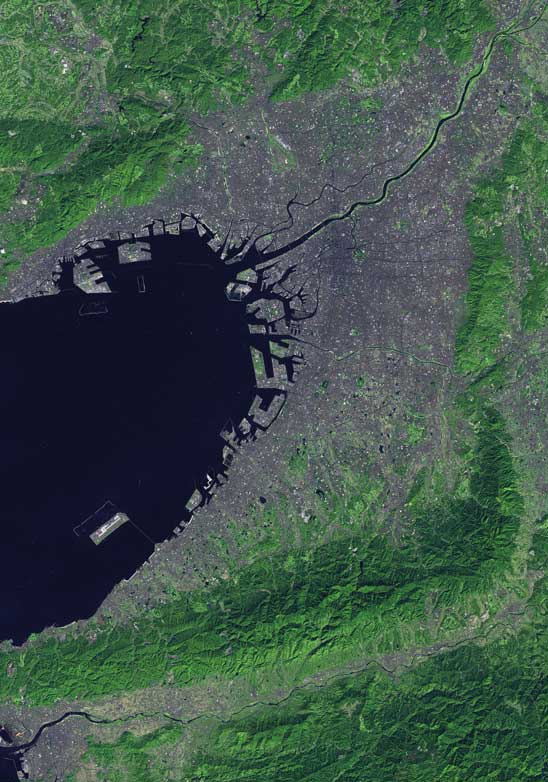
Осацька затока й річка Йодо з космосу.

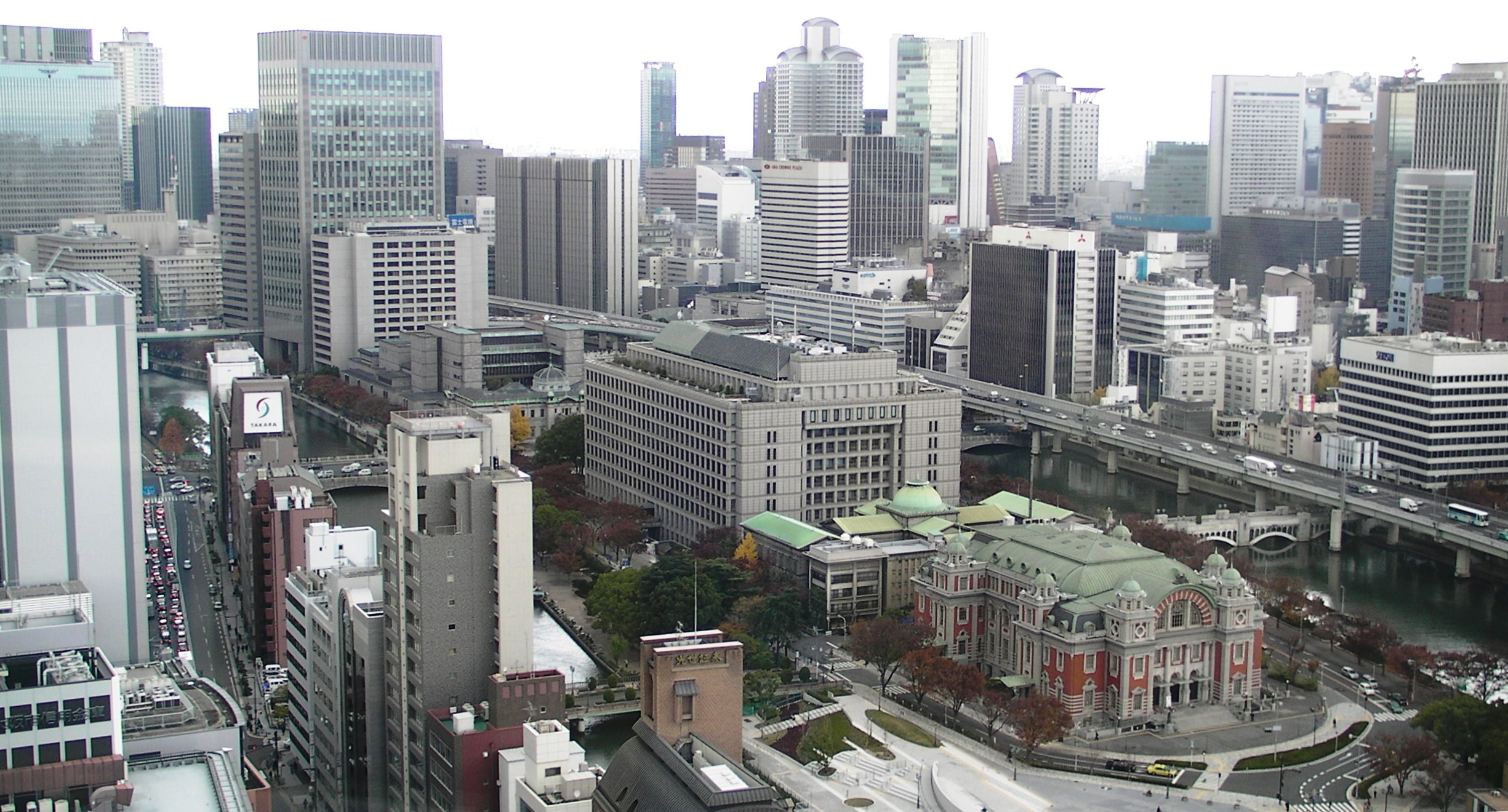
Центр Осаки, Умеда.

Осака розташована в західній частині префектури Осака, у центрі острова Хоншю. Місто має вихід до Внутрішнього Японського моря. Рельєф Осаки рівнинний. Найвища точка — гора Нова Цурумі в районі Цурумі, висотою 37,5 м. Найничжа точка — місцевість Яматода в районі Ніші-Йодоґава, розташована -2,21 над рівнем моря. Площа міста становить 222,47 км².
Осака розкинулася на двох плато та алювіальній рівнині. Плато лежать східніше центру міста. Найбільше з них — Уемачі, плато раннього плейстоцену, довжиною 12 км. Воно простягається з півночі на південь, від району Осацького замку до святилища Сумійоші. Друге менше плато Абіко сформувалося у пізньому плейстоцені. Воно має довжину 8 км і тягнеться зі сходу на південь, від кургану Кацуяма до річки Ямато.
Осацька алювіальна рівнина утворилася внаслідок нагромадження осадів в дельті річок Йодо (淀川、よどがわ)та Ямато, що впадають до Осацької затоки Внутрішнього Японського моря. Ця рівнина займає більшу частину міста. Річка Йодо є головною водною артерією Осаки і тече в північній частині. У гирлі вона розділяється на декілька рукавів, що утворюють дельту, — річки Кандзакі, Темма, Нея, Доджіма, Тоса-Хорікава, Аджі, Шірінаші, Кідзу. У ранньому новому часі містяни сполучили ці рукави численними каналами, так що Осаку називали «Водяною столицею». Річки сприяли розвитку міської торгівлі і транспорту, але неодноразово ставали причиною повеней. Вони припинилися після спорудження 1909 року дренажного каналу — річки Нова Йодо. Друга найбільша річка міста — Ямато тече на півдні Осаки й виконує роль її південного кордону. Історично річка Ямато зливалася разом із Йодо на півночі міста, проте 1704 року її русло змінили на сучасне для профілактики повеней. Ґрунт дельти річок Йодо і Ямато складається з слабкого піску і м'якої глини. До нового часу в місті були часті обвали ґрунту через риття колодязів та добуття підземних вод.

### Клімат
Осака належить до кліматичної зони Внутрішнього Японського моря. Клімат у місті вологий субтропічний. Середня річна температура в Осаці за 1981–2010 роки становила + 16,9 °C. Літо, зазвичай, спекотне, а зима — відносно тепла. Сніг випадає дуже рідко. Середній річний атмосферний тиск становив 1005,2 hPa. Кількість опадів незначна — 1279,0 мм за 1981–2010 роки. Найбільш дощовою порою року літо і початок осені. У місті дує переважно західний або північно-східний вітер. Його середня річна швидкість — 2,6 м/с. Вітер часто приносить до Осаки дим з набережного промислового району та північного промислового району Йодоґава, що спричиняє забруднення повітря і смог.
| Клімат Осаки (1981—2010)                                 | Клімат Осаки (1981—2010) | Клімат Осаки (1981—2010) | Клімат Осаки (1981—2010) | Клімат Осаки (1981—2010) | Клімат Осаки (1981—2010) | Клімат Осаки (1981—2010) | Клімат Осаки (1981—2010) | Клімат Осаки (1981—2010) | Клімат Осаки (1981—2010) | Клімат Осаки (1981—2010) | Клімат Осаки (1981—2010) | Клімат Осаки (1981—2010) | Клімат Осаки (1981—2010) |
| Показник                                                 | Січ.                     | Лют.                     | Бер.                     | Квіт.                    | Трав.                    | Черв.                    | Лип.                     | Серп.                    | Вер.                     | Жовт.                    | Лист.                    | Груд.                    | Рік                      |
| Абсолютний максимум, °C                                  | 19,0                     | 23,7                     | 24,2                     | 30,7                     | 32,7                     | 36,1                     | 38,0                     | 39,1                     | 36,2                     | 32,9                     | 27,2                     | 23,6                     | 39,1                     |
| Середній максимум, °C                                    | 9,5                      | 10,2                     | 13,7                     | 19,9                     | 24,5                     | 27,8                     | 31,6                     | 33,4                     | 29,3                     | 23,3                     | 17,6                     | 12,3                     | 21,1                     |
| Середня температура, °C                                  | 6,0                      | 6,3                      | 9,4                      | 15,1                     | 19,7                     | 23,5                     | 27,4                     | 28,8                     | 25,0                     | 19,0                     | 13,6                     | 8,6                      | 16,9                     |
| Середній мінімум, °C                                     | 2,8                      | 2,9                      | 5,6                      | 10,7                     | 15,6                     | 20,0                     | 24,3                     | 25,4                     | 21,7                     | 15,5                     | 9,9                      | 5,1                      | 13,3                     |
| Абсолютний мінімум, °C                                   | −7,5                     | −6,5                     | −5,2                     | −2,6                     | 3,5                      | 8,9                      | 14,8                     | 13,6                     | 10,4                     | 3,0                      | −2,2                     | −4,5                     | −7,5                     |
| Середня кількість сонячних годин на місяць               | 142,6                    | 135,4                    | 159,5                    | 188,6                    | 194,3                    | 156,2                    | 182,1                    | 216,9                    | 156,7                    | 163,9                    | 148,5                    | 151,6                    | 1996,4                   |
| Норма опадів, мм                                         | 45.4                     | 61.7                     | 104.2                    | 103.8                    | 145.5                    | 184.5                    | 157.0                    | 90.9                     | 160.7                    | 112.3                    | 69.3                     | 43.8                     | 1279                     |
| Днів з опадами                                           | 6,6                      | 7,2                      | 11,3                     | 10,0                     | 11,0                     | 12,2                     | 11,1                     | 7,6                      | 10,3                     | 8,7                      | 7,2                      | 6,5                      | 109,8                    |
| Днів зі снігом                                           | 5,0                      | 6,3                      | 2,3                      | 0                        | 0                        | 0                        | 0                        | 0                        | 0                        | 0                        | 0                        | 1,9                      | 15,5                     |
| Вологість повітря, %                                     | 61                       | 60                       | 59                       | 59                       | 62                       | 68                       | 70                       | 66                       | 67                       | 65                       | 64                       | 62                       | 64                       |
| -------------------------------------------------------- | ------------------------ | ------------------------ | ------------------------ | ------------------------ | ------------------------ | ------------------------ | ------------------------ | ------------------------ | ------------------------ | ------------------------ | ------------------------ | ------------------------ | ------------------------ |
| Джерело: Метеорологічне управління Японії, Weather Atlas |                          |                          |                          |                          |                          |                          |                          |                          |                          |                          |                          |                          |                          |

## Історія

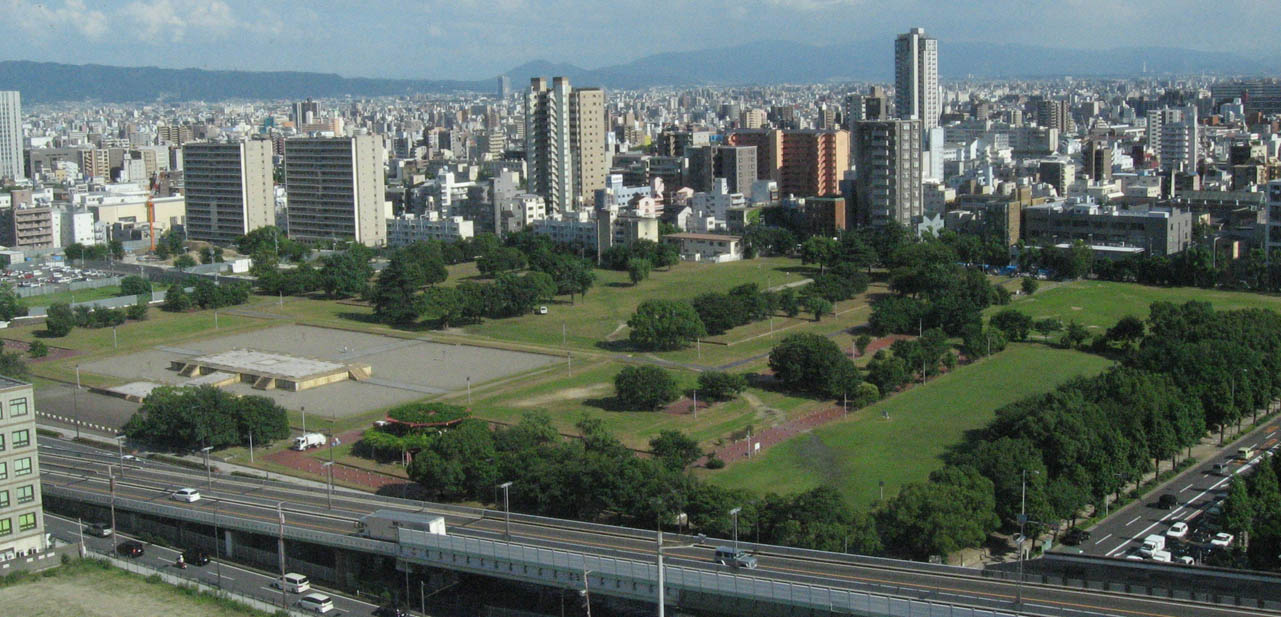
Місце розташування палацу Наніва.

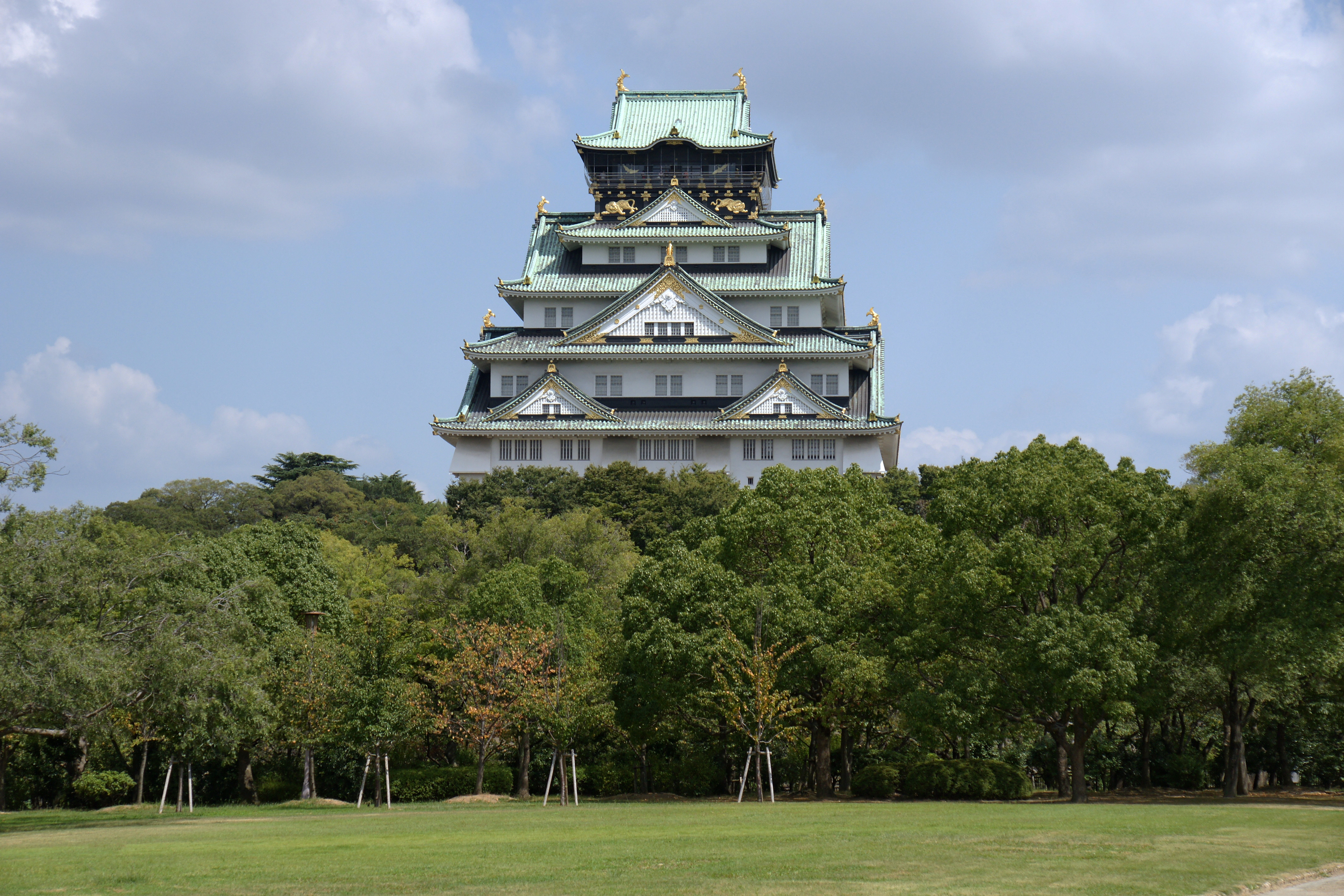
Головна башта Осацького замку (реставрація).

Сучасна місцевість у якій знаходиться місто Осака здавна називалася «Наніва» (難波, 浪華, 浪花). Ця назва збереглася у іменах центральних районів міста — Наніва і Намба. За правління імператора Котоку (596–654) у Наніві знаходився імператорський палац, а саме місце було столицею Японії. Воно розташовувалося на перетині важливих торгових шляхів: морського по Внутрішньому японському морю до західних земель країни та материка, і суходольного, який вів до земель регіону Канто через сучасне Кіото.
Згідно з першими японськими історичними хроніками «Кодзікі» і «Ніхон Сьокі», саме у районі сучасної Осаки, у 663 році до Р. Х. біля дельти річки Йодо, висадилися перші яматоські завойовники, які зламали опір тубільних племен і заснували у сусідній провінції державу Ямато — перше японське державне утворення. Через тисячоліття, у 638 році, імператор Темму заснував у місцевості Наніва місто. У 7—8 століттях воно ставало резиденцією кількох імператорів, а відповідно — столицею країни. На початку 8 століття центр держави було перенесено до міста Нара, однак Наніва залишалася найбільшим комерційним містом і міжнародним портом Японії. Проте у середньовіччі розвиток міста майже припинився, що спричинило його занепад на початку 15 століття.
У 1496 році у районі сучасної Осаки, на руїнах стародавніх імператорських палаців, було збудовано монастир Ісіяма Хонґандзі, який став центром секти Дзьодо сінсю. Навколо монастиря виникло величезне місто, яке відтоді отримало назву «Малий узвіз» — Осака (小坂), яка згодом перетвориться у сучасну назву «Великий узвіз» — Оосака (大坂, 大阪). У 1580 році монастир і місто, були зруйновані війною між буддистськими сектантами і Одою Нобунаґою, однак за чотири роки на їх місці постав новий замок і місто, яке звів наступник Нобунаґи, Тойотомі Хідейосі.
У 17—19 століттях Осака була головним торговельним центром країни. На противагу іншим містам Японія, у яких мешкали переважно самураї і міщани, в Осаці проживали переважно купці. Місто перетворилося на «всеяпонський банк», кредиторами якого були майже всі сьоґуни країни і володарі провінцій. Торгівля сприяла розквіту мистецтва, зокрема гравюр укійо-е та театру для простолюдинів кабукі та бунраку.
У 19—20 столітті Осака була важливим індустріально-військовим центром, за що постраждала від американських бомбардувань під час другої світової війни.
Осака отримала статус міста 1 квітня 1889 року. Імператор Мейджі надав їй своїм рескриптом статус міста державного значення 1 жовтня 1911 року. У повоєнній Японії цей статус було затверджено урядовим указом 1 вересня 1956 року.

## Економіка
Підприємства Осаки (2009)

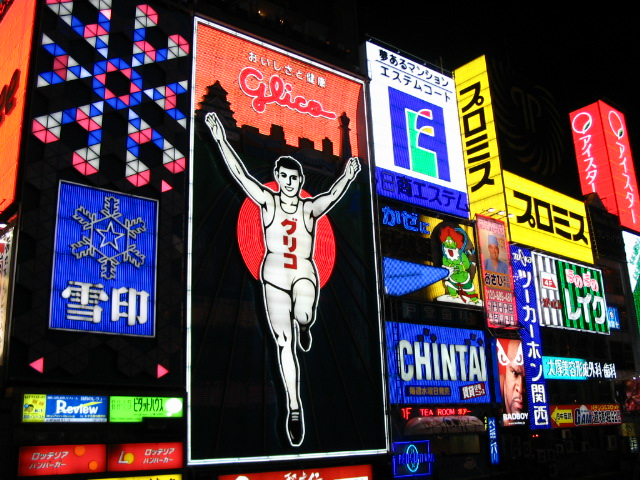
«Людина Ґліко» — один з символів сучасної Осаки

Прибутки міста Осака за 2009 рік склали 20 848 700 млн єн, а витрати — 20 841 100 млн єн. Загальний прибуток усіх мешканців міста склав 800 400 млн єн.

### Первинний сектор
Станом на 1 грудня 2010 року в Осаці існувало 468 сільських господарств. Площа орних земель становила 8227 га. Станом на 2008 рік в місті працювало 67 підприємств, що займалися виловом і переробкою морських продуктів.

### Вторинний сектор
Станом на 2009 рік в Осаці було зареєстровано 209 636 підприємств, на яких було зайнято 2 454 646 осіб. У 2010 році в місті нараховувалося 6873 промислових підприємств та заводів, де працювало 128 897. Прибуток цих підприємств вторинного сектора становив близько 3 566 885 млн єн.

### Третинний сектор
Станом на 1 червня 2007 року в Осаці працювало 21 675 підприємств гуртової торгівлі, де було зайнято 283 346 осіб. Ці підприємства продали за рік товарів на суму 42 752 623 млн єн. Кількість підприємств, що працювали у сфері роздрібної торгівлі, становила 31 521. У них було задіяно 197 855. Сума річних продажів цих підприємств становила 4 547 883 млн єн.
　　　　　

## Населення
Чисельність населення в Осако почали фіксувати з 1873 року, ще з епохи Мейдзі. Великий землетрус Канто спричинив масову міграцію до Осако між 1920 і 1930 роками, і місто стало найбільшим містом Японії в 1930 році з населенням 2 453 573 осіб, що перевищувало навіть Токіо, населення якого становило 2 070 913 осіб. Чисельність населення досягла піку у 1940 році, післявоєнний пік був зафіксовано в 1965 році — 3 156 222 особи, але відтоді продовжувала зменшуватися, оскільки мешканці переїжджали в передмістя. Станом на 1 жовтня 2011 року населення становило 2 670 579 осіб, густота населення — 11 976 осіб/км². Кількість господарств — 1 329 516. 1 жовтня 2020 року згідно з даними перепису населення Японії, в Осако проживало 2 752 024 осіб, густота населення — 12 216 осіб/км².

### Освіта
Кількість освітніх закладів на 1 травня 2011 року.
- Дитсадки: 204
- Початкові школи: 306
- Молодші середні школи: 154
- Старші середні школи: 94
- Спецшколи: 13
- Коледжі: 8
- Університети: 11

### Охорона здоров'я
Кількість оздоровчих закладів на 1 жовтня 2009 року.
- Лікарні: 189
- Медпункти, клініки, стоматологічні кабінети, тощо: 5562
- Кількість лікарів: 12 124 осіб (включно з тими, хто працює на пів-ставки)
- Кількість місць у лікарнях: 34 323

## Адміністративний поділ
Осака поділяється на 24 райони:
|    | Назва                            | Канджі   | Населення | Площа в км2 | Густота населення на км2 | Мапа Осаки             |
| -- | -------------------------------- | -------- | --------- | ----------- | ------------------------ | ---------------------- |
| 1  | Абено-ку                         | 阿倍野区 | 107,000   | 5.99        | 18,440                   | A map of Osaka's Wards |
| 2  | Асахі-ку                         | 旭区     | 90,854    | 6.32        | 14,376                   | A map of Osaka's Wards |
| 3  | Чуо-ку                           | 中央区   | 100,998   | 8.87        | 11,386                   | A map of Osaka's Wards |
| 4  | Фукушіма-ку                      | 福島区   | 78,348    | 4.67        | 16,777                   | A map of Osaka's Wards |
| 5  | Хігашінарі-ку                    | 東成区   | 83,684    | 4.54        | 18,433                   | A map of Osaka's Wards |
| 6  | Хігашісумійоші-ку                | 東住吉区 | 126,704   | 9.75        | 12,995                   | A map of Osaka's Wards |
| 7  | Хігашійодогава-ку                | 東淀川区 | 176,943   | 13.27       | 13,334                   | A map of Osaka's Wards |
| 8  | Хірано-ку                        | 平野区   | 193,282   | 15.28       | 12,649                   | A map of Osaka's Wards |
| 9  | Ікуно-ку                         | 生野区   | 129,641   | 8.37        | 15,489                   | A map of Osaka's Wards |
| 10 | Джото-ку                         | 城東区   | 167,925   | 8.38        | 20,039                   | A map of Osaka's Wards |
| 11 | Кіта-ку (адміністративний центр) | 北区     | 136,602   | 10.34       | 13,211                   | A map of Osaka's Wards |
| 12 | Конохана-ку                      | 此花区   | 65,086    | 19.25       | 3,381                    | A map of Osaka's Wards |
| 13 | Мінато-ку                        | 港区     | 80,759    | 7.86        | 10,275                   | A map of Osaka's Wards |
| 14 | Міякоджіма-ку                    | 都島区   | 107,555   | 6.08        | 17,690                   | A map of Osaka's Wards |
| 15 | Наніва-ку                        | 浪速区   | 74,992    | 4.39        | 17,082                   | A map of Osaka's Wards |
| 16 | Ніші-ку                          | 西区     | 103,089   | 5.21        | 19,787                   | A map of Osaka's Wards |
| 17 | Нішінарі-ку                      | 西成区   | 108,654   | 7.37        | 14,743                   | A map of Osaka's Wards |
| 18 | Нішійодогава-ку                  | 西淀川区 | 95,960    | 14.22       | 6,748                    | A map of Osaka's Wards |
| 19 | Суміное-ку                       | 住之江区 | 120,629   | 20.61       | 5,853                    | A map of Osaka's Wards |
| 20 | Сумійоші-ку                      | 住吉区   | 153,425   | 9.40        | 16,322                   | A map of Osaka's Wards |
| 21 | Тайшьо-ку                        | 大正区   | 62,872    | 9.43        | 6,667                    | A map of Osaka's Wards |
| 22 | Тенноджі-ку                      | 天王寺区 | 80,830    | 4.84        | 16,700                   | A map of Osaka's Wards |
| 23 | Цурумі-ку                        | 鶴見区   | 111,501   | 8.17        | 13,648                   | A map of Osaka's Wards |
| 24 | Йодогава-ку                      | 淀川区   | 182,254   | 12.64       | 14,419                   | A map of Osaka's Wards |

## Транспорт
- Міжнародний аеропорт Кансай
- Вокзал Осака

## Культура

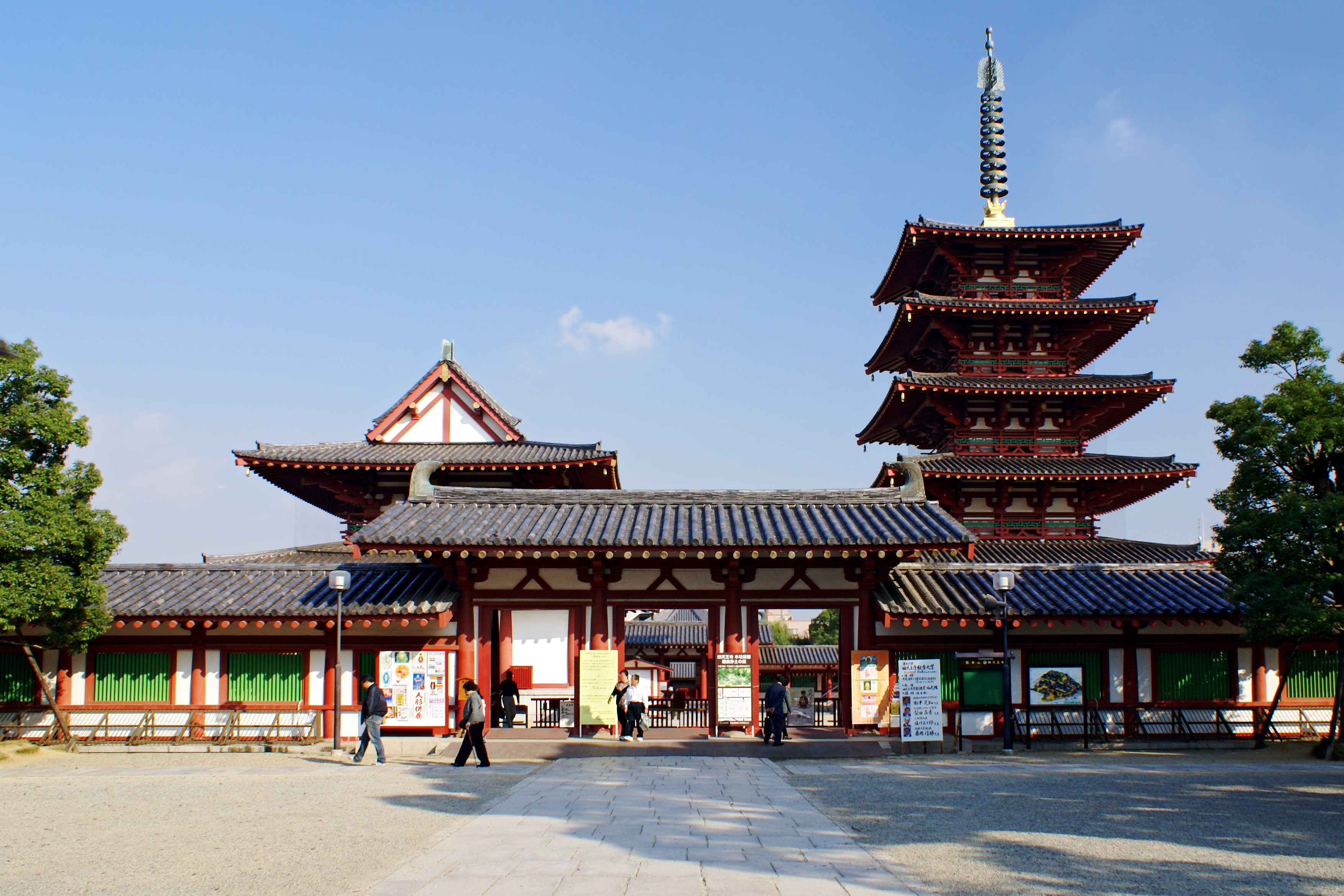
Монастир Шітенно

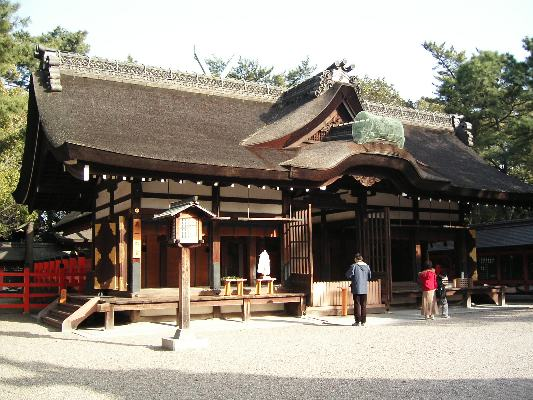
Святилище Сумійоші

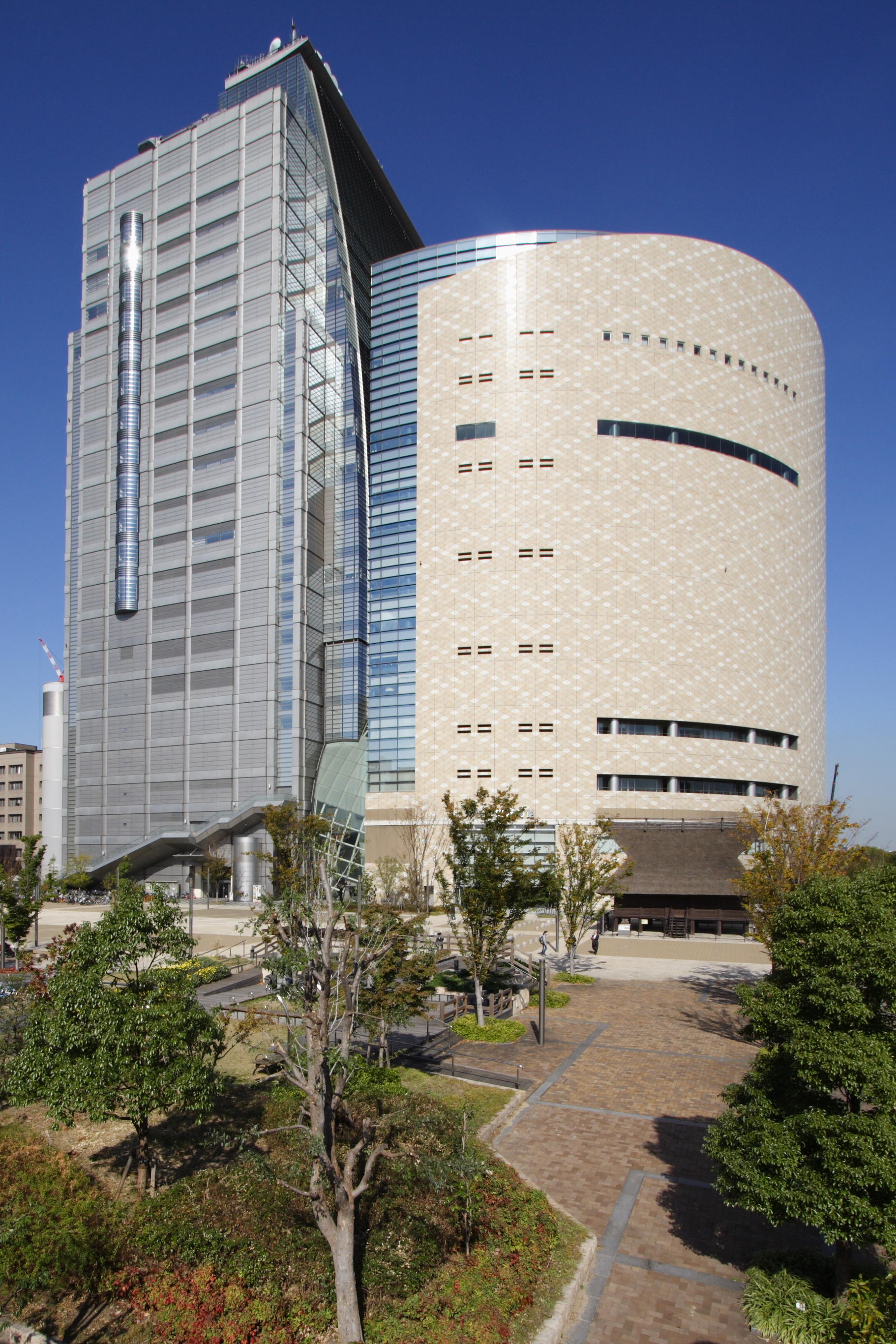
Осацький історичний музей

### Історичні пам'ятки
- Осацький замок
- Резервація Каваґучі
- Школа Текі
- Руїни палацу Наніва
- Волость Хірано
- Замок Хорі

### Монастирі
- Монастир Шітенно
- Павільйон Шьоман
- Монастир Дайненбуцу
- Монастир Абіко-Каннон
- Монастир Ішшін
- Монастир Тайю
- Монастир Ходзен

### Музеї
- Осацький історичний музей
- Осацький музей мистецтв
- Національний музей міжнародного мистецтва
- Музей Ітокі
- Музей Едзакі Ґліко
- Осацький науково-технологічний музей
- Осацький музей побуту
- Осацький міжнародний центр миру
- Осацький музей каналізації
- Осацький науковий музей
- Осацький міський музей історії природи
- Музей головної башти Осацького замку
- Музей сучасного транспорту
- Дитячий музей науки
- Музей монетного двору
- Осацький музей східної кераміки
- Музей японських ремесел

### Святилища
- Святилище Сумійоші
- Осацьке святилище Темман
- Святилище Імамія-Ебісу
- Святилище Цунашікітен
- Святилище Кумата

### Церкви
- Осацький собор святої Марії (католицька)
- Осацька церква ОЦХЯ (протестантська)
- Нанівська церква ОЦХЯ (протестантська)

### Інше
- Зоопарк Тенноджі
- Осацький акванаріум
- Осацький ботанічний сад

## Персоналії
- Іхара Сайкаку (1642—1693) — японський письменник, поет періоду Едо
- Маргарет Роулінгс (1906—1996) — англійська акторка
- Ямада Ісудзу (1917—2012) — японська акторка театру та кіно
- Кьо Мачіко (1924—2019) — японська акторка
- Комацу Сакьо (1931—2011) — японський письменник-фантаст.

## Міста-побратими
- Чикаго, США
- Гамбург, Німеччина
- Сан-Франциско, США
- Сан-Паулу, Бразилія
- Шанхай, КНР
- Мельбурн, Австралія
- Мілан, Італія
- Санкт-Петербург, Росія
- Дубаї, ОАЕ

Міста з якими укладено угоди про дружбу та співпрацю:
- Будапешт, Угорщина
- Буенос-Айрес, Аргентина
- Пусан, Республіка Корея
- Дніпро, Україна

Осака також має ряд декілька портів-побратимів та низку міст бізнесових партнерів.